# Thecla ostrinus
Thecla ostrinus är en fjärilsart som beskrevs av Druce 1907. Thecla ostrinus ingår i släktet Thecla och familjen juvelvingar. Inga underarter finns listade i Catalogue of Life.